# Zschepa
Zschepa ist ein rechtsseitig der Elbe gelegener Ortsteil der sächsischen Gemeinde Zeithain im Landkreis Meißen.

## Geographie und Verkehrsanbindung
Der Ort liegt direkt an der Elbe zwischen den Orten Gohlis und Lorenzkirch am Elberadweg. Westlich von Zschepa liegt auf der anderen Elbseite Forberge, nordwestlich liegt das Städtchen Strehla. Um 1900 wurde der Ort beschrieben als zwei getrennte Zeilendörfer Kleinzschepa und Großzschepa, die von Gewannfluren umgeben waren mit einer Gesamtgröße von 568 Hektar. Östlich von Zschepa liegt die Gohrischheide.
In Zschepa verkehrt mit Stand 2022 eine Regionalbuslinie zwischen Mühlberg und Riesa, wo Anschluss an die Bundesstraßen B 169 und B 182, sowie das Eisenbahnnetz besteht.

## Geschichte

### Entwicklung des Ortsnamens
Der Ortsname Zschepa ist slawischen Ursprungs. Er war im Lauf der Zeit vielen Wandlungen unterzogen und erst 1581 wurde die heutige Ortsbezeichnung verwendet.
| Jahr | Ortsname                                      | Jahr | Ortsname                |
| ---- | --------------------------------------------- | ---- | ----------------------- |
| 1262 | Schepe                                        | 1442 | Cscheepp, Sczepp, Czepp |
| 1262 | Heinricus de Chephe (Zuweisung unsicher)      | 1540 | Schepe                  |
| 1270 | Schepe                                        | 1555 | Schope                  |
| 1287 | Hermannus miles de Tzepe (Zuweisung unsicher) | 1583 | Zschepa                 |
| 1350 | Zcepe                                         | 1791 | Zscha§be                |
| 1406 | Schep                                         | 1818 | Zschopau                |

Im Jahr 1262 wurde Zschepa erstmals erwähnt als Ort und als Herrensitz von Heinricus de Chephe, ebenso 1287. Um 1550 wurde Zschepa vom Amt Mühlberg verwaltet. Das Dorf war ein Amtsdorf. Bis ins 18. Jahrhundert war Zschepa ein Vorwerk bzw. ein Beigut vom Rittergut Cottewitz. Erst 1764 wird ein Rittergut erwähnt. Das Dorf wechselte oft den Besitzer. 1583 besaß der Quedlinburger Amtmann Hieronymus Pflugk Zschepa, 1752 die Baroness von Kayserlingk, danach ein Herr Walther und um 1860 der Herr Egidy von Kreinitz.
Zschepa und seine Nachbarorte Lorenzkirch, Cottewitz, Kreinitz und Lorenzkirch sind die niedrigst gelegenen Orte in Sachsen. Aus diesem Grund hatte der Ort oft unter dem Hochwasser zu leiden und unter riesigen Eisblockaden im Winter. Die daraus resultierenden Schäden an Feldern und Gebäuden waren enorm mussten unter großen Anstrengungen wiederhergestellt werden. In den Jahren 1784, 1799, 1820, als in Großzschepa gleichzeitig noch 5 Bauerngüter in Brand gerieten und 1828, sowie während der Sommerhochwasser 1815 und 1826, als die Ernte auf den Feldern vernichtet wurde herrschte größte Not, die durch gegenseitige Hilfe und Spenden gelindert wurde. Trotz der häufigen Überschwemmungen blieben die Bauern dort wohnen, da durch das Hochwasser die Böden regelmäßig gedüngt wurden und sehr fruchtbar waren. 1820 wurden jedoch 2 der abgebrannten Häuser weiter oben auf den ehemaligen Weinbergen wieder aufgebaut. Durch den Bau von Deichen konnten die Hochwasserschäden und Häufigkeit verringert werden.

1841 war Zschepa geteilt in Großzschepa und Kleinzschepa. Großzschepa bestand bei einer Größe von 19.5 Hufen aus 10 Hütern, 1 Windmühle, 1 Schmiede und 9 Häusler- und Gartennahrungen. Diese waren zum Teil aus aufgegebenen Weinbergen entstanden, die ursprünglich zum Rittergut Cottewitz gehörten. Kleinzschepa bestand 1841 aus 22 Häuslernahrungen und 1 Schiffsmühle.

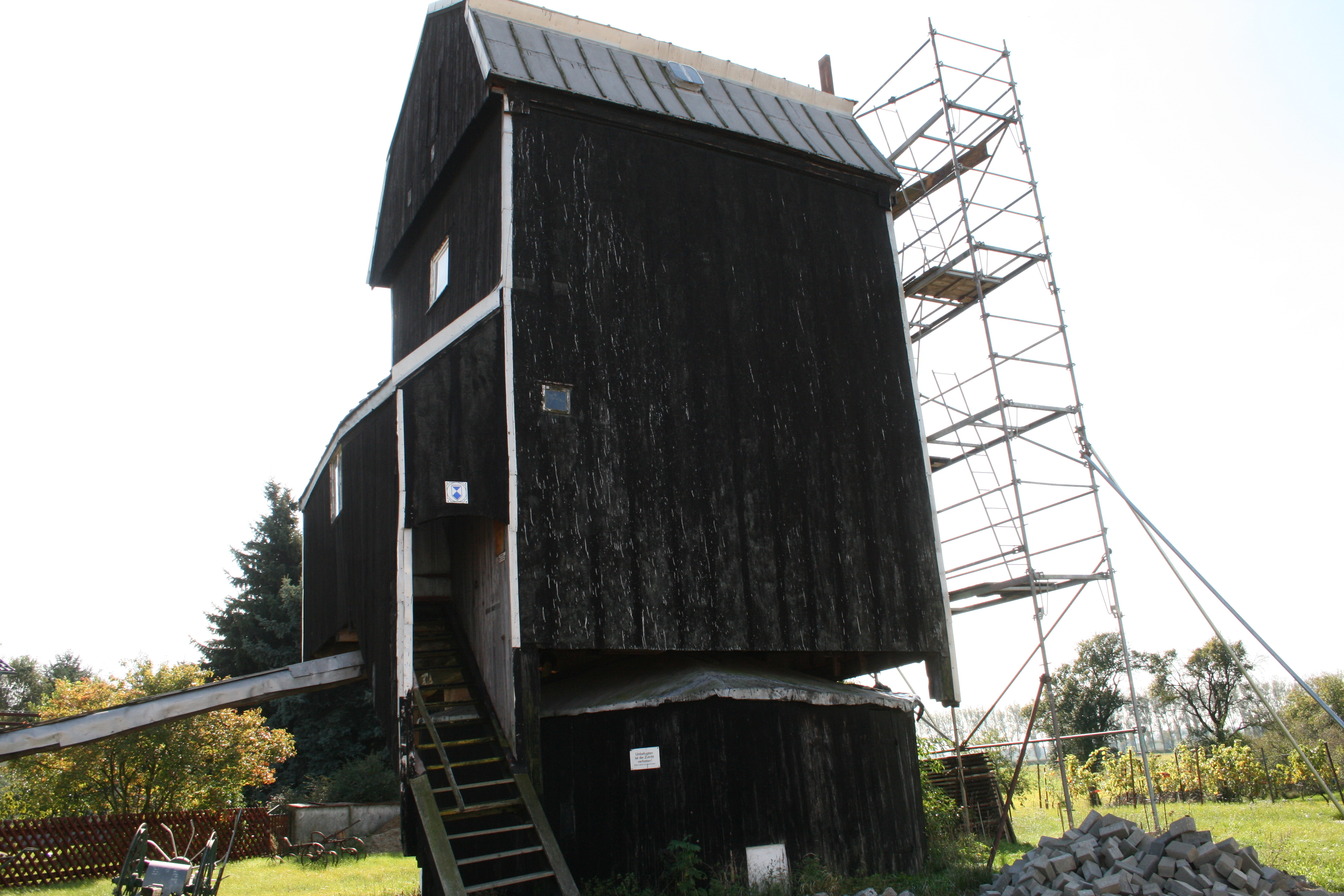
Windmühle Zschepa

 Die Kinder gingen nach Lorenzkirch zur Schule. Ab 1764 gehörte Zschepa zum Amt Großenhain und ab 1856 zum Gerichtsamt Strehla. Durch die Sächsische Landgemeindeordnung von 1838 erhielt der Ort Eigenständigkeit als Landgemeinde. 1856 gab es in Großzschepa und Kleinzschepa 40 Wohnhäuser mit insgesamt 296 Einwohnern. 1872 wurde die heute noch existierende Bockwindmühle erbaut. Sie ist ein Ziel für Wanderer und Fahrradtouristen, die dort gern rasten. Ab 1875 gehörte das Dorf zur Amtshauptmannschaft Oschatz.
Im 19. Jahrhundert gab es einen Fährbetrieb zwischen Zschepa und Forberge. 1861 wurde einem Fischer aus Zschepa erstmals eine Konzession auf Widerruf erteilt. Nach dessen Tod 1880 wurde sie wieder eingezogen. Der Nachfolger der Schiffssteuermann August Waurentsch verzichtete 1890 auf den Fährbetrieb, da die Fähre sich nicht lohnte. Die Amtshauptmannschaft Meißen als Elbstromamt beschloss am 27. Februar 1890 die Fährgerechtigkeit endgültig einzustellen.
Im Jahr 1925 waren 299 Einwohner von Zschepa evangelisch-lutherisch, 2 Einwohner waren katholisch. Die Einwohner des Ortes sind schon immer nach Lorenzkirch eingepfarrt. Die dortige Kirche gehört zum Kirchenspiel Zeithain. 1937 wurde Kleinzschepa nach Gohlis und Großzschepa nach Lorenzkirch eingemeindet. Sachsen kam nach dem Zweiten Weltkrieg in die Sowjetische Besatzungszone und später zur DDR. Nach der Gebietsreform 1952 wurde Zschepa dem Kreis Riesa im Bezirk Dresden zugeordnet. Nach Wende und Wiedervereinigung wurde das Dorf Teil des neugegründeten Freistaates Sachsen. Die folgenden Gebietsreformen in Sachsen ordneten Zschepa 1994 dem Landkreis Riesa-Großenhain und 2008 dem Landkreis Meißen zu. Seit 1999 ist Zschepa Teil der Gemeinde Zeithain.
Auch in der jüngeren Zeit hatte Zschepa unter Naturkatastrophen zu leiden. Beim Jahrhunderthochwasser im August 2002 brach der Elbdamm zwischen Lorenzkirch und Zschepa. In Folge liefen die dahinterliegenden Gebäude und Landwirtschaftliche Flächen voll Wasser. In Zschepa waren von 34 erfassten und vom Hochwasser geschädigten Grundstücken 10 nur noch eingeschränkt bewohnbar und 8 sogar unbewohnbar geworden.
Beim Hochwasser vom Juni 2013 brach erneut der Damm zwischen Lorenzkirch und Zschepa. Das Wasser stand um die Häuser und auf den Feldern 1,80 m hoch. Die Einwohner der umliegenden an der Elbe liegenden Dörfer wurden teilweise evakuiert. Aktuell (2015) wird immer noch an der Schadensbeseitigung gearbeitet.

### Bevölkerungsentwicklung
| Jahr | Einwohnerzahl                 |
| ---- | ----------------------------- |
| 1550 | 11 besessene Mann, 29,5 Hufen |
| 1764 | 11 besessene Mann, 28 Häusler |
| 1834 | 264                           |
| 1871 | 298                           |

| Jahr | Einwohnerzahl               |
| ---- | --------------------------- |
| 1890 | 290                         |
| 1910 | 265                         |
| 1925 | 301                         |
| 1994 | Eingemeindung nach Zeithain |

Die Einwohnerzahl stieg kontinuierlich bis 1925 ein Maximum vom 301 erreicht wurde, seitdem sinkt sie wieder. Nach der Eingemeindung nach Lorenzkirch und Gohlis wurden keine amtlichen Einwohnerzahlen mehr erhoben. Im Jahr 2007 hatte Zschepa noch 130 Bewohner.

### Gedenkstätten

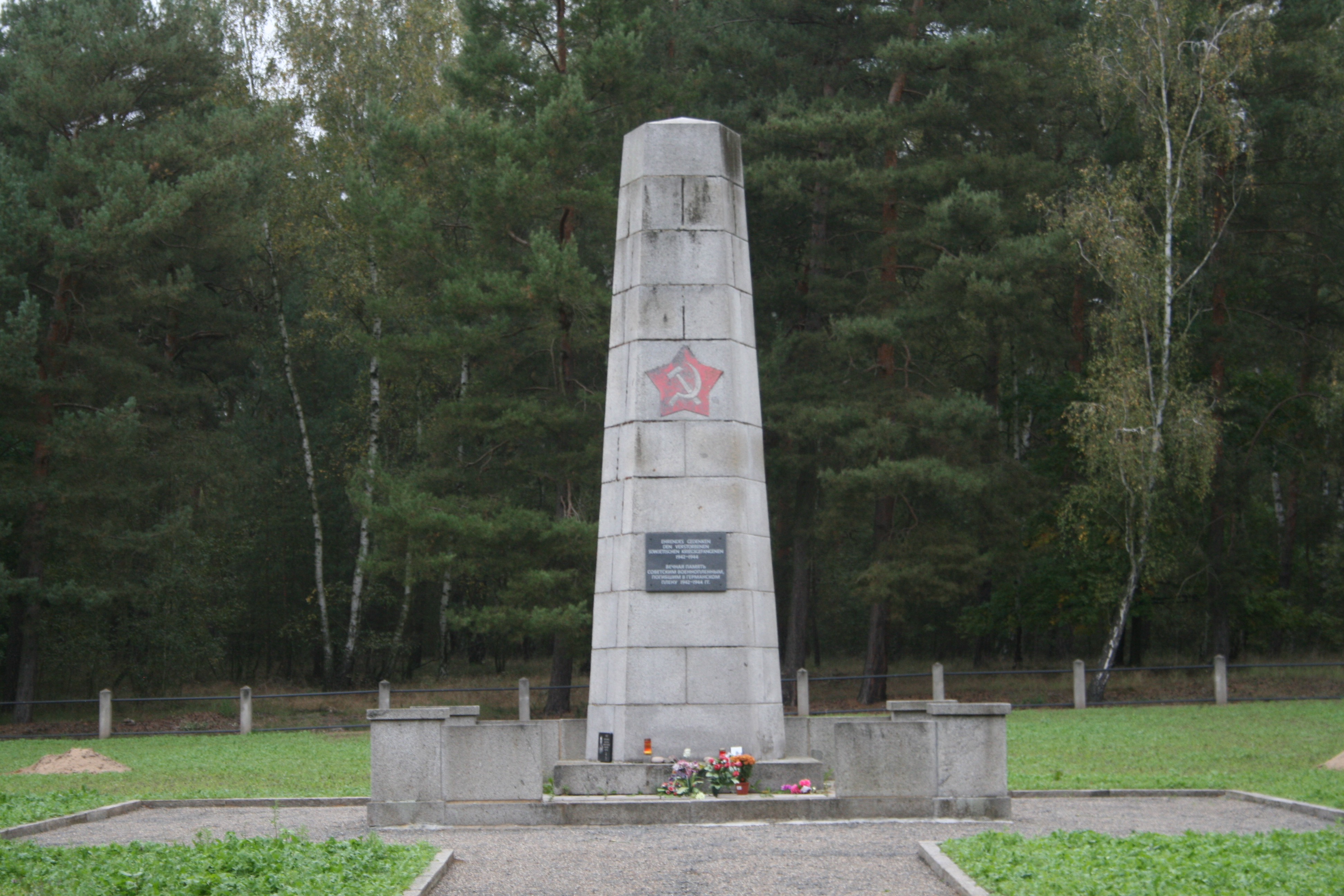
Ehrenmal Zschepa I

An die Opfer des Kriegsgefangenen-Mannschaftsstammlagers Stalag 304 (Stalag IV-H) Zeithain erinnern mehrere Kriegsgräberstätten nordöstlich von Zschepa.
- Kriegsgefangenenfriedhof Zschepa I ehemals „Russenfriedhof Truppenübungsplatz, Parzelle 58“

In der Mitte des Friedhofs ist eine Stele aufgestellt. In 36 Massengräbern sind insgesamt 8500 sowjetische Kriegsgefangene begraben.
- Kriegsgefangenenfriedhof Zschepa II ehemals „Russenfriedhof Truppenübungsplatz, Jagen 84“

Der Friedhof befindet sich neben dem Zschepa I. Auf dem Friedhof wurden von September 1944 bis zur Befreiung am 23. April 1945 sowjetische Kriegsgefangene in 8 Massengräbern beigesetzt. 453 ehemalige Zwangsarbeiter und Kriegsgefangene, die eigentlich auf ihre Heimreise warteten starben noch an den Folgen ihrer Gefangenschaft und wurden bis Dezember 1945 in Einzelgräbern bestattet. In der Mitte des Friedhofes erhebt sich ein 1948 errichteter Obelisk aus Granit.